# Markt Schwaben
Markt Schwaben település Németországban, azon belül Bajorországban. Lakosainak száma 13 901 fő (2023. december 31.). Markt Schwaben Forstinning, Anzing, Pliening, Finsing, Ottenhofen és Pastetten községekkel határos.

## Népesség
A település népessége az elmúlt években az alábbi módon változott:
| Lakosok száma | 1281 | 4556 | 8155 | 8719 | 12 527 | 12 884 | 13 361 | 13 512 | 13 761 | 13 901 |
|               | 1875 | 1950 | 1975 | 1987 | 2012   | 2014   | 2016   | 2017   | 2021   | 2023   |

## Fekvése
Poingtól északkeletre fekvő település.

## Története
A település története a 12. századra vezethető vissza. Nevét 1115-ben említették először az írásos források. Schwaben kezdetben az Ebersberg grófok tulajdonában volt, majd gróf Limburg-Wasserburg lett a tulajdonosa, míg végül 1247-ben a Wittelsbachok birtokába került.

## Közlekedés
A településen halad keresztül a Markt Schwaben–Erding-vasútvonal, melyen a Müncheni S-Bahn szerelvényei közlekednek München és Erding között.

## Lásd még
- Bajorország települései